# Carlsson & Åqvist AB

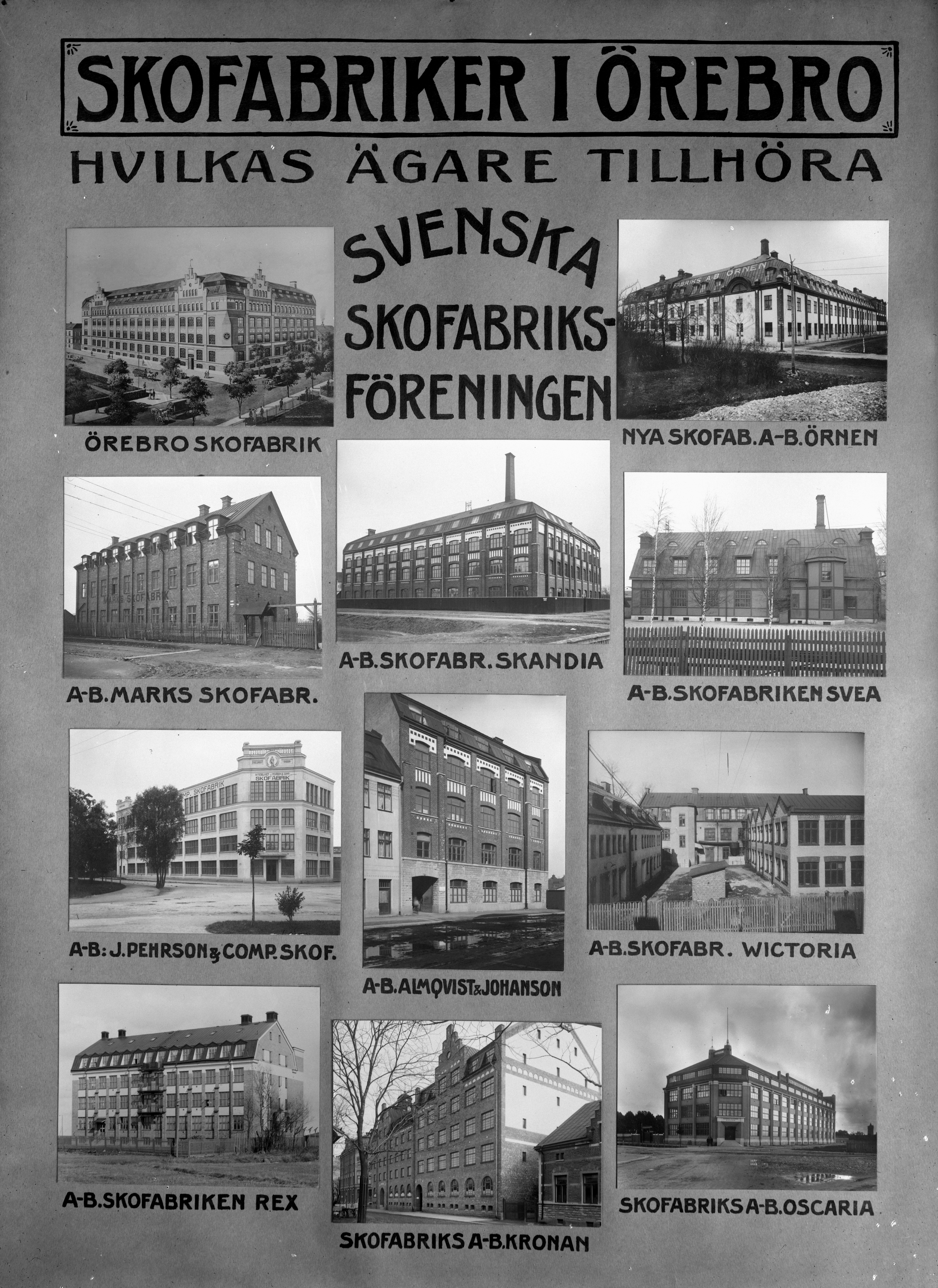
Skofabriker i Örebro 1916. Montage av bilder på 11 skofabriker. Örebro Skofabrik, AB Marks Skofabrik, AB Skofabriken Svea, AB Almqvist & Johansson, AB Skofabriken Rex, Skofabriken AB Oscaria, Nya Skofabriken AB Örnen, AB Skofabriken Skandia, AB J.Pehrson & Co Skofabrik, AB Skofabrik Wictoria, Skofabriks AB Kronan.

Carlsson & Åqvist  är ett företag i Örebro, grundat 1890 som grosshandlarfirma inom skobranschen.
Företaget grundades av Erik Åqvist och F. A. Carlsson. Erik Åqvist kom från Tisenö i norra Östergötland, och hade tidigare varit skomakarlärling. Den 22 år äldre F. A. Carlsson ägde en skofirma i Kumla tillsammans med handelsresande Alfred Hedström. I samband med grundandet övertog Åqvist den liksom han själv djup religiöse skohandlare Carl Erik Peterssons kundkrets, vilket bidrog till firmans snabba tillväxt. Under åren 1892 och 1898 sexdubblades företagets försäljning, främst genom att man lyckades bli ensamförsäljare av Örebro skofabrik AB:s produkter.
1902 lämnade F. A. Carlsson i samförstånd med Åqvist bolaget och flyttade till Stockholm där han började med fastighetsaffärer. 1912 förvärvades hela aktieposten i Nya Skofabriks AB Örnen, under och åren efter första världskriget förvärvades aktieposterna i AB Emil Edling, AB Skofabriken Rex och AB Skofabriken Viktoria. Redan 1904 blev Åqvist invald i Örebro folkbanks styrelse och under åren därefter förvärvade bolaget betydande aktieposter i denna bank. Första världskriget hade inneburit ökade skopriser och ett uppsving för skomarknaden. Freden innebar en minskad efterfrågan och från lågkonjunkturen 1921 sjunkande skopriser, vilket krävde betydande produktionsrationaliseringar. Från 1923 kunde man dock vända trenden med ett ökat överskott. 1924 förvärvades den första detaljhandeln, Skokompaniet i Eskilstuna, och 1929 inköptes ännu en detaljrörelse, AB City-skor i Borås.
Under 1920-talet inleddes betydande investeringar i olika kreditinstitut. Börskraschen 1929 innebar ett hårt slag för bolaget, och bland annat tvingades man 1930 lägga ned skofabriken AB Emil Edling. Åren 1930-32 innebar förluster, och för att öka vinsterna såldes Nya Skofabriks AB Örnen med över 300 anställda till Oscariakoncernen. 1934 gick Örebro Folkbank i likvidation, främst genom osäkra krediter, bland annat till Ivar Kreuger och firmans aktiepost överflyttades till Södermanlands Enskilda Bank, som senare uppgick i Skandinaviska Banken.
Grosshandelsfirman ombildades 1936 till aktiebolag under namnet AB Carlsson & Åqvist för att stärka företaget mot negativa marknadsförändringar. Krisen innebar ett investeringsbortfall på produktionssidan till omkring 50 procent och en betydande decimering av företagets verksamhet. Trots det kunde man dock fortsätta expandera inom detaljhandeln. Under perioden 1925-35 övertogs 11 detaljhandelsbolag. Grundarens son Torsten Åqvist, övertog alltmer skötseln av företag. 1934 förvärvades AB Joh:s Olssons Skofabrik, för att vidmakthålla företagets intressen på produktionssidan och delvis kompensera för produktionsbortfallet genom försäljningen av Örnen. Förutom Joh:s Olssons Skofabrik bedrevs nu tillverkning vid skofabriken Victoria och Skofabriken Rex. 1948-54 tillverkades även nåtlingar vid AB Edlings Skofabrik. 1942 drabbades skofabriken Rex av en svår brand, vilket gjorde att produktionen vid fabriken låg nere under ett flertal år. Under tiden planerades en omfattande modernisering för att öka fabrikens produktionsnivå för att komma upp i samma nivå som den vid skofabriken Victoria. Under 1950-talet ledde den ökade importen till allt snävare marginaler. Från 1959 startades en omfattande rationalisering av koncernens verksamheten. Skofabriken Victoria avvecklades och dess stansavdelning ombildades till ett nytt bolag, Örebro Stansaktiebolag. Produktionen inriktades mot färdigstansat bottenläder, och drevs i samarbete med två andra skoföretag AB J. Pehrson & Comp och L. A. Mattons Läderfabriks AB till 1965, då man åter övertog kontrollen av företaget. Produktionen vid skofabriken Rex skedde i samarbete med Skofabriks AB Kronan (Master), där AB Carlson & Åqvist förvärvade halva aktiemajoriteten. 1964 förvärvade man AB Pax skoindustri.